# Галеот
Галеот (старофр. Galehaut) — персонаж легенд из цикла о Короле Артуре.
Галеот, Лорд Далеких Островов (старофр. Sire des Lointaines Isles), сын Прекрасной Гигантши (королевы племени богини Дану) впервые появляется в артурианской прозе в начале XIII века в произведении Праведный Ланселот, одной из основных частей серии анонимных французских прозаических романов Ланселот-Грааль. Встречается также в Тристане в прозе, произведении XIII века. Галеот — фигура амбициозного человека, появляющегося из неизвестности и бросающего вызов самому Королю Артуру, пытаясь завладеть всем его королевством. Несмотря на свою неизвестность двору Артура, Галеот имел достаточную силу, лояльных последователей и репутацию рыцаря благородного нрава. Ясно, что в будущих военных столкновениях силы Галеота вполне способны одержать победу над Артуром. Только одно удерживает рыцаря от вызова Артуру: он так восхищен боевыми качествами главного защитника короля, что ради него отказывается от верной победы и сдается Королю Артуру. Ланселот охотно принимает дружбу Галеота, которому тот даже уступает Гвиневру. Ланселот на всю жизнь останется привязанным к Галеоту.

## Персонаж
Является единственным персонажем, внутренняя жизнь которого описана достаточно подробно и выводит его классическим трагическим героем. Значительная часть книги «Ланселот» была известна как «Книга Галеота», так как действие в значительной мере определялось его поступками.
Галеот придает глубину и сложность конфликту книги значением и выражением любви с ее обязательствами и последствиями. Галеота помнят и долгое время после его смерти как пример величия. Ланселота после смерти хоронят рядом с Галеотом в великолепной гробнице, построенной для освящения и увековечения их дружбы.
С раннего XIII века рыцарская карьера Ланселота неоднократно пересказывалась на разных языках. История связи Ланселота и Гвиневры стала одной из главных артурианских легенд. Вторая же история, в которой Галеот приносит в жертву свою власть, свою любовь, и, в конечном итоге, — жизнь ради друга осталась забытой. Галеот появляется в других легендах цикла, но как второстепенный персонаж без былого значения.

## В литературе
Паоло и Франческа, влюбленные, воспетые Данте в Пятой песне Ада, читают книгу о Ланселоте. Поэт бегло упоминает Галеота как посредника между Ланселотом и королевой и уподобляет роль книги и её автора в отношениях Паоло и Франчески роли Галеота в отношениях Ланселота и Гвиневры (знаменитая в Италии строка Galeotto fu 'l libro e chi lo scrisse). Бокаччо использует его имя в подзаголовке «Декамерона» (Принц Галеотто, итал. Il Principe Galeotto).
В позднейших версиях артурианских легенд Галеот был отодвинут в сторону и затмён. Получивший наибольшее распространение английский пересказ легенды Томасом Мэлори «Смерть Артура» (XV век) сделал героя малозначимым, оставив Гвиневру без соперника ланселотовскому влечению. Последующие новеллы, поэтические произведения, пьесы и фильмы приняли это упрощение. Личность Галеота стала настолько неясной современным читателям, что его часто путают с Галахадом — «чистым» или «избранным» рыцарем, достигающим Святого Грааля. Никакой связи между этими двумя персонажами не существует.
В испанском языке слово galeoto до сих пор является архаичной формой для сутенера.